# Seleção Nigeriana de Futebol
A Seleção Nigeriana de Futebol representa a Nigéria nas competições de futebol da CAF e da FIFA. Ela também é filiada à WAFU.

## História
Conseguiram chegar à Copa do Mundo pela primeira vez na Copa do Mundo de 1994 e desde então apareceram mais cinco vezes. Ainda não passaram das oitavas-de-final. A Nigéria ganhou a Copa das Nações Africanas três vezes, em 1980 e 1994, e 2013. Além disso, também ganharam a medalha de ouro nas Olimpíadas de 1996 (quando venceu o Brasil na semifinal e a Argentina na final); foi medalha de prata nas Olimpíadas de 2008, quando foi derrotado pela Argentina na final; e foi medalha de bronze nas Olimpíadas de 2016, quando foi derrotado pela Alemanha na semifinal e venceu Honduras na disputa pelo bronze.
Nos Jogos Pan-Africanos, ganharam a medalha de ouro em 1973, duas de prata em 1978 e 2003 e duas de bronze em 1991 e 1995.
No futebol feminino, ganhou duas medalhas de ouro nos Jogos Pan-Africanos em 2003 e 2007, sendo a atual campeã
A Nigéria é a maior campeã do Campeonato Mundial de Futebol Sub-17 com 5 títulos: 1985 na China, 1993 no Japão, 2007 na Coreia do Sul, 2013 nos Emirados Árabes Unidos e 2015 no Chile.
Ainda venceu a Copa das Nações Afro-Asiáticas e a Copa CEDEAO.

## Afastamento
Após a campanha na Copa do Mundo FIFA de 2010, quando o time foi eliminado ainda na primeira fase, com duas derrotas e um empate em três jogos, o presidente Goodluck Jonathan decidiu afastar a seleção nacional de qualquer competição internacional por um período de dois anos. A Federação Nigeriana de Futebol deveria ser dissolvida e ter suas contas auditadas, sendo substituída por outro organismo. Para o governo, o problema do futebol local seria estrutural, necessitando-se de um tempo para "colocar a casa em ordem". Esta decisão colocaria em risco a participação da Nigéria na Copa das Nações Africanas de 2012, cujas eliminatórias se iniciariam em setembro de 2010. Além disso, como as regras da FIFA impedem qualquer influência governamental sobre as federações nacionais, o país corria o risco de ter seus clubes e árbitros suspensos de competições internacionais.
No entanto, em 5 de julho, prazo máximo dado pela FIFA para que o governo nigeriano revertesse essa decisão, foi anunciado que o presidente havia decidido anular a suspensão, após os dirigentes da Federação local garantirem "estar comprometidos com um programa de desenvolvimento duradouro para o futebol, e a formar uma nova seleção que trará glória, em vez de constrangimento contínuo à Nigéria no palco mundial". A Federação também demitiu dois de seus principais dirigentes e ofereceu um pedido de desculpas "sem reservas".

## Nigéria da Copa do Mundo FIFA

### 1994
A Nigéria finalmente chegou à Copa do Mundo pela primeira vez em 1994, depois de anos lutando para chegar lá. Eles foram gerenciados por Clemens Westerhof. A Nigéria liderou o grupo, que incluiu a Argentina, Bulgária e Grécia. A Nigéria derrotou a Bulgária por 3-0, perdeu para a Argentina por 1 a 2 e chegou à segunda fase depois de uma vitória por 2-0 sobre a Grécia. Na segunda rodada, a Nigéria jogou contra a  Itália e assumiu a liderança com um gol de Emmanuel Amunike aos 25 minutos. A Nigéria estava a dois minutos do apuramento para os quartos-de-final, mas Roberto Baggio marcou para levar o jogo para prolongamento. Ele também marcou o eventual gol da vitória. O jogo terminou 2-1 em favor dos italianos.

### 1998
Em 1998, a Nigéria retornou à Copa do Mundo ao lado de Camarões, Marrocos, Tunísia e África do Sul. O otimismo foi alto devido ao seu empresário Bora Milutinović e ao retorno da maioria dos membros do esquadrão de 1994. No torneio final, a Nigéria chegou ao grupo D com a Espanha, a Bulgária e o Paraguai. A Nigéria teve um grande resultado ao derrotar a Espanha por 3 a 2 depois de estar a perder por duas vezes de 1 a 0 e 2 a 1 no jogo. Os Eagles se classificaram para a segunda rodada com uma vitória contra a Bulgária e uma derrota para o Paraguai. As esperanças da equipe de superar o desempenho de 1994 foram quebradas após uma derrota por 1 a 4 para a Dinamarca.

### 2002e 2006
A Copa do Mundo de 2002 na Coreia do Sul e no Japão fez com que a Nigéria se qualificasse novamente com otimismo. Com um novo plantel e distintivos kits de pastéis verdes, os Super Águias deveriam basear-se em suas fortes atuações na Copa Africana das Nações de 2000 e 2002. A Nigéria foi atraída para o grupo F com potências: Suécia, Argentina e Inglaterra. O primeiro jogo contra a Argentina começou com uma forte defesa que manteve a primeira metade sem gols. Aos 61 minutos, Gabriel Batistuta quebrou a defesa nigeriana e colocou a Argentina na liderança por 1 a 0, e a Argentina continuaria ganhando o jogo. O segundo jogo da Nigéria contra a Suécia levou-os a liderar, mas depois perderam por 2-1. A Nigéria empatou em 0-0 com a Inglaterra e caiu no primeiro round.
A Nigéria não se classificou para a Copa do Mundo de 2006 depois de terminar empatado em pontos no grupo de qualificação com Angola, mas com um recorde inferior nos jogos entre os lados.

### 2010
Em 14 de novembro de 2009, a Nigéria se classificou para a Copa do Mundo de 2010 depois de derrotar o Quênia por 3 a 2 em Nairóbi.
A Nigéria perdeu sua partida de abertura contra a Argentina por 1 a 0 no estádio Ellis Park, depois de um polêmico cabeceio de Gabriel Heinze aos 6 minutos. Em seu segundo jogo, a Nigéria liderou com um gol de Kalu Uche. Um cartão vermelho contra Sani Kaita deu à Grécia a vantagem. A Grécia marcou o gol de empate no final do primeiro tempo e a Nigéria sofreu o segundo gol no segundo tempo e perdeu o jogo por 2 a 1. 

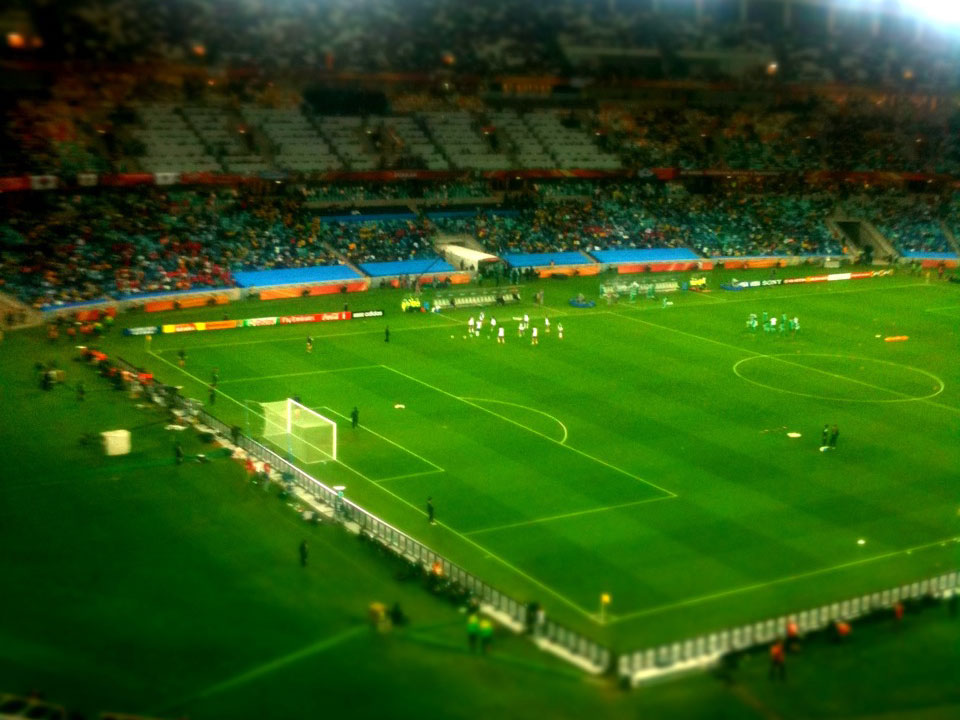
Coreia do Sul contra Nigéria na Copa do Mundo de 2010.

Em sua última partida pela fase de grupos contra a Coréia do Sul, a Nigéria abriu o placar aos 12 minutos, com Kalu Uche no poste final, após cruzamento de Chidi Odiah. No entanto, os gols de Lee Jung-Soo e Park Chu-Young deram à Coréia do Sul uma vantagem de 2-1, o que pareceu ser suficiente para a Coreia do Sul avançar para as oitavas-de-final. No entanto, a Nigéria teve uma chance aos 66 minutos. Super Eagles provavelmente nunca vai esquecer. No final de um passe de Ayila Yussuf que foi alimentado através da defesa sul-coreana não era outro senão Yakubu Aiyegbeni, Uma vez que o passe encontrou o pé de Yakubu cerca de quatro jardas de distância da baliza vazia, Yakubu empurrou a bola para bem longe do poste esquerdo de manter Coréia do Sul à frente 2–1. Três minutos depois, Yakubu foi capaz de acertar com precisão uma grande penalidade e marcar dois gols cada, mas o dano foi feito já que a Nigéria não conseguiu marcar novamente e o jogo terminou empatado em 2-2. Com este resultado, a Nigéria foi eliminada da Copa do Mundo de 2010 com apenas um ponto, enquanto a Coreia do Sul avançou para as oitavas-de-final com quatro pontos.

### 2014

Elencos na partida França-Nigéria pela Copa do Mundo FIFA de 2014. De branco e goleiro vermelho os atletas franceses; de verde e goleiro amarelo os atletas nigerianos.

A campanha da Nigéria na Copa do Mundo de 2014 começou com um decepcionante empate de 0 a 0 contra o Irã. Quatro dias depois, a equipe jogou seu segundo jogo contra a Bósnia e Herzegovina. O gol polêmico de Emmanuel Emenike, aos 29 minutos do primeiro tempo, deu à Nigéria a primeira vitória na Copa do Mundo desde 1998. Eles enfrentaram a Argentina alguns dias depois: um gol de Lionel Messi no terceiro minuto foi seguido quase instantaneamente pelo empate de Ahmed Musa. Messi deu a Argentina a liderança antes do intervalo. No segundo tempo Musa empatou o jogo novamente, Lionel Messi foi substituído e entregou sua capitania a Marcos Rojo, apenas para Rojo colocar a Argentina 3–2 na frente minutos depois.
A Nigéria perdeu a partida, mas ainda se classificou para as oitavas de final. Nas oitavas, a Nigéria enfrentou a França. Emmanuel Emenike, aos 18 minutos, viu a bola na rede e passou pelo goleiro francês, mas o gol foi dominado fora do lado do bandeirinha. A Nigéria manteve o placar até o minuto 79, quando uma cruz e um cabeceio de Paul Pogba deram à França a liderança. Um gol contra acidental do capitão Joseph Yobo, do Super Eagles, em tempo de lesão, colocou o resultado acima de qualquer dúvida: a Nigéria estava fora. Esta é a terceira vez que a Nigéria é eliminada nas oitavas-de-final e ainda não conseguiu entrar nas quartas-de-final da Copa do Mundo FIFA.

### 2018
Em 24 de junho de 2016, a Confederação Africana de Futebol divulgou o sorteio para a 3ª ronda das eliminatórias da Copa do Mundo, que viu a Nigéria se agrupar no que foi descrito como um "grupo de morte"; ao lado da Zâmbia, Argélia e Camarões. A Nigéria iniciou os jogos na fase de grupos com uma vitória por 2-1 sobre a Zâmbia em Ndola e derrotou a Argélia por 3-1 na segunda partida no Godswill Akpabio International Stadium. Eles venceram os Camarões por 5-1 em casa e fora de casa. As Super Águias da Nigéria se tornaram a primeira seleção africana a se classificar para a Copa do Mundo de 2018 depois de derrotar a Zâmbia por 1 a 0 em Uyo. Vale lembrar , que foi o quarto ano consecutivo que a Nigéria caiu no Grupo da Argentina em Copas do Mundo.

## Nigéria na Copa das Nações Africanas

### 1963–1978
A Nigéria apareceu pela primeira vez na Copa das Nações Africanas em 1963, quando foi sorteada em um grupo com o Sudão e a então República Árabe Unida. Eles não avançaram para o próximo estágio. A equipe se retirou de duas Copas das Nações Africanas entre 1963 e 1974, devido à instabilidade política. Em 1976, eles voltaram à Copa das Nações com o terceiro lugar nas Copas das Nações Africanas de 1976 e 1978.

### 1980–1990
A Nigéria sediou a Taça das Nações Africanas de 1980 e também conquistou o primeiro título da Taça das Nações naquele ano em Lagos. A Nigéria foi vice-campeã três vezes e teve uma eliminação na fase de grupos, entre 1982 e 1990. Eles também não conseguiram se classificar para a Copa das Nações Africanas de 1986, organizada pelo Egito.

### 1992–2006
A Nigéria voltou a aparecer na Copa das Nações Africanas em 1992 e 1994, terminou em terceiro em 1992 e conquistou a Copa das Nações Africanas de 1994, que foi a segunda vez que venceu o torneio. Em 1996, a equipe se retirou do torneio devido às tensões políticas no país, na época, eles também foram proibidos de entrar na Copa das Nações Africanas de 1998. Em 2000, eles retornaram à Copa das Nações e foram vice-campeões. Mais tarde, terminaram em terceiro lugar na Copa das Nações Africanas de 2002, 2004 e 2006.

### 2008–2017

Elencos na partida Egito-Nigéria na Copa das Nações Africanas de 2010.

Na Taça das Nações Africanas de 2008, a Nigéria terminou a sua campanha nas quartas-de-final depois de perder para o Gana. Eles se classificaram para a Copa das Nações Africanas de 2010, organizada por Angola, mas foram eliminados pelo Gana nas semifinais. Eles não se classificaram para a Copa das Nações Africanas de 2012 depois de terminarem as eliminatórias com um empate de 2 a 2 contra a Guiné, com gols de Ikechukwu Uche e Victor Obinna. A Nigéria voltou à Copa das Nações Africanas de 2013, sediada na África do Sul; depois de disputar o torneio com uma invencibilidade, derrotaram o Burkina Faso na final para conquistar a Copa pela terceira vez. No entanto, eles não se classificaram para nenhum dos dois próximos torneios.

### 2019
Em 13 de janeiro de 2017, a Confederação Africana de Futebol (CAF) divulgou o sorteio para a qualificação da Taça de África das Nações de 2019. As Super Águias foram agrupadas no grupo E ao lado da África do Sul, Seychelles e Líbia. Apesar de não terem se classificado para a Copa das Nações Africanas de 2015 e 2017, eles ainda são vistos como o time favorito para se classificar do grupo.

## Campanhas de destaque
- Jogos Olímpicos: medalha de prata - 2008
- Jogos Olímpicos: medalha de bronze - 2016
- Copa das Confederações: 4º lugar - 1995
- Jogos Pan-Africanos: medalha de prata - 1978, 2003; medalha de bronze - 1991, 2003
- Copa das Nações Africanas: 2º lugar - 1984, 1988, 1990, 2000
- Campeonato Mundial de Futebol Sub-20: 2º lugar - 1989, 2005
- Campeonato Mundial de Futebol Sub-17: 2º lugar - 1987, 2001, 2009
- Copa da África Ocidental: 3º lugar - 1987

## Desempenho em Copas do Mundo
- 1930 a 1958 - Não disputou
- 1962 - Não se classificou
- 1966 - Desistiu
- 1970 a 1990 - Não se classificou
- 1994 - Oitavas-de-final
- 1998 - Oitavas-de-final
- 2002 - Primeira fase
- 2006 - Não se classificou
- 2010 - Primeira fase
- 2014 - Oitavas de final
- 2018 - Primeira fase
- 2022 - Não se classificou

## Desempenho em Copas das Nações Africanas
| - 1957 - Não disputou - 1959 - Não disputou - 1962 - Desistiu - 1963 - Primeira fase - 1965 - Não disputou - 1968 - Não se classificou - 1970 - Desistiu - 1972 - Não se classificou - 1974 - Não se classificou - 1976 - Terceiro lugar - 1978 - Terceiro lugar - 1980 - Campeões - 1982 - Primeira fase - 1984 - Vice-Campeões - 1986 - Não se classificou - 1988 - Vice-Campeões | - 1990 - Vice-Campeões - 1992 - Terceiro lugar - 1994 - Campeões - 1996 - Desistiu depois de ter se classificado - 1998 - Banido pela desistência - 2000 - Vice-Campeões - 2002 - Terceiro lugar - 2004 - Terceiro lugar - 2006 - Terceiro lugar - 2008 - Não se classificou - 2010 - Terceiro lugar - 2012 - Não se classificou - 2013 - Campeões - 2015 - Não se classificou - 2017 - Não se classificou - 2019 - Terceiro lugar - 2021 - Oitavas de final - 2023 - Vice-Campeões |

#### Material esportivo
| Fornecedor | Período       |
| ---------- | ------------- |
| Erima      | 1980–1984     |
| Admiral    | 1984–1987     |
| Adidas     | 1988–1994     |
| Nike       | 1994–2002     |
| Adidas     | 2002–2014     |
| Nike       | 2015–presente |

## Títulos
| MUNDIAIS     | MUNDIAIS                          | MUNDIAIS | MUNDIAIS          |
|              | Competição                        | Vezes    | Ano               |
| ------------ | --------------------------------- | -------- | ----------------- |
|              | Jogos Olimpicos                   | 1        | 1996              |
| CONTINENTAIS |                                   |          |                   |
|              | Competição                        | Vezes    | Ano               |
|              | Campeonato Africano das Nações    | 3        | 1980, 1994 e 2013 |
|              | Copa das Nações Afro-Asiáticas    | 1        | 1995              |
|              | Copa CEDEAO                       | 1        | 1990              |
|              | Copa das Nações do Oeste Africano | 1        | 2010              |

### Outras Conquistas:
- Jogos Pan-Africanos: medalha de ouro - 1973